# Köves-Zulauf Tamás
Köves-Zulauf Tamás vagy Thomas Köves-Zulauf (Kalaznó, 1923. augusztus 8. – 2022. augusztus 26.) magyar származású német klasszika-filológus és vallástörténész, a Magyar Tudományos Akadémia külső tagja (2007).

## Életútja
Thomas Theophil Köves-Zulauf néven született, édesapja lelkész volt. Középiskolai tanulmányait Budapesten végezte: 1933-tól 1937-ig a II. Kerületi Mátyás Király Reálgimnáziumba, 1937-től 1941-ig a Budapest-Fasori Evangélikus Gimnáziumba járt, ahol 1941. június 11-én érettségizett. Ezt követően a Budapesti Tudományegyetemen és az Eötvös József Collegiumban tanult klasszika-filológiát, ókortörténetet és klasszikus régészetet tanult. 1943-ban nyári tanfolyamot végzett a Heidelbergi Ruprecht-Karl Egyetemen. 1945 júliusában államvizsgázott, december 19-én felmérő vizsgát tett, majd 1946. május 10-én doktorált.
1947-ben a Zürichi Egyetemre ment ösztöndíjasként. Ugyanezen év szeptemberében az Eötvös József Collegium görögtanárává nevezték ki, emellett a külügyminisztériumban sajtóreferensként is dolgozott. 1949-től 1950-ig a budapesti Egyetemi Kiadó tudományos szerkesztőjeként tevékenykedett. 1950-től 1953-ig orosz szakon szerzett másoddiplomát a budapesti egyetemen, eközben gimnáziumi tanárként is dolgozott. 1957 és 1959 között ösztöndíjjal Bécsben és Brüsszelben tartózkodott.
Kutatóútja után a Német Szövetségi Köztársaságba emigrált. 1959-től 1963-ig a marburgi Gymnasium Philippinum tanára volt, majd 1963 nyári szemeszterétől pedig a marburgi Fülöp Egyetem oktatójaként dolgozott. 1963. október 1-jén az egyetem tanügyi tanácsosává (Studienrat), 1966. szeptember 30-án tanügyi főtanácsosává (Oberstudienrat) nevezték ki. 1969. december 10-én habilitált, majd 1971. július 27-én professzori kinevezést kapott. Az 1972/1973-as és az 1980/1981-es tanévben a Fülöp Egyetem Ókortudományi Karának dékánjaként tevékenykedett.
1988-as nyugdíjba vonulása után vendégprofesszorként dolgozott a budapesti (1991), a debreceni (1992, 1994, 1996, 1997) és a szegedi (1995) egyetemeken.

## Munkássága
Kutatásainak homlokterében a római vallás és mitológia állt, különösen a vallási rítusok érdekelték. Kisebb írásai két kötetben jelentek meg 1988-ban és 2003-ban.

### Társasági tagságai és elismerései
1983-ban a Magyar Ókortudományi Társaság levelező tagjává választották, 2007-ben a Magyar Tudományos Akadémia külső tagja lett.
1996-ban Debrecen város díszpolgári címmel tüntette ki, 2006-ban a Debreceni Egyetem díszdoktora lett. 2008-ban az Eötvös Loránd Tudományegyetem a Hahn István-díjjal jutalmazta. 2017-ben a Magyar Ókortudományi Társaság Ábel Jenő-emlékérmét vehette át.

## Főbb művei
- Reden und Schweigen: Römische Religion bei Plinius Maior. München: Fink. 1972.  = Studia et Testimonia Antiqua,  12.
- Kleine Schriften. Hrsg. von Achim Heinrichs. Heidelberg: Winter. 1988.
- Römische Geburtsriten. München: Beck. 1990.  = Zetemata,  87.
- Bevezetés a római vallás és monda történetébe. Budapest: Telosz. 1995.
- Kleine Schriften II. Marburg: Görich & Weiershäuser. 2003.
- Die Tugend der keuschen Kydippe: Schein und Sein. Budapest: Eötvös-Loránd-Universität. 2009.  = István Hahn Lecturers,  1.
- Római vallás- és irodalomtörténeti tanulmányok. Budapest: Typotex; (hely nélkül): BTK Moravcsik Gyula Intézet. 2021.

## Fordítás
Ez a szócikk részben vagy egészben  a   Thomas Köves-Zulauf című német Wikipédia-szócikk ezen változatának fordításán alapul.  Az eredeti cikk szerkesztőit annak laptörténete sorolja fel. Ez a jelzés csupán a megfogalmazás eredetét és a szerzői jogokat jelzi, nem szolgál a cikkben szereplő információk forrásmegjelöléseként.